# Maximilian Stoesser
Maximilian (von) Stoesser (auch Max Stoesser, bzw. Stösser oder Stößer) (* 7. Oktober 1820 in Heidelberg; † 16. Oktober 1894 in Freiburg im Breisgau) war ein deutscher Rechtsanwalt 
und Stadtdirektor von Freiburg (1877–1890).

## Leben
Maximilian Stoesser wurde als Sohn von Johann Gottfried Stösser und Luise Marie Stroehlin geboren. Er studierte Rechtswissenschaften in Freiburg und Heidelberg. In Freiburg schloss er sich dem Corps Suevia und in Heidelberg dem Corps Rhenania an. 1844 begann er als  Rechtspraktikant und wurde dann 1848 Rechtsanwalt, zunächst in Bühl und dann ab 1850 in Freiburg. Von 1849 bis 1850 erfolgte eine Untersuchung wegen „Teilnahme am Hochverrat“, so dass er als Rechtsanwalt suspendiert war. Stoesser hatte an der Offenburger Versammlung teilgenommen und war Vorstand des Bühler Volksvereins. Als Hauptmann hatte er ein Aufgebot der Bürgerwehr aus Bühl nach Philippsburg und Mannheim geführt. Nach dem Ende der Untersuchung wurde Stoesser nach zehnjähriger Tätigkeit als Rechtsanwalt in Freiburg 1860 Hochgerichtsadvokat und 1864 zum Amtmann und zweiten Beamten ernannt. 1866 wurde er erst Oberamtmann beim Bezirksamt Freiburg und dann Großer Amtsvorstand zu Waldkirch. Das gleiche Amt übernahm er 1874 in Offenburg. 1877 kehrte er als Stadtdirektor nach Freiburg zurück, wo er 1887 Geheimer Regierungsrat wurde. 1890 trat er in den Ruhestand ein.